# Heartbreak on a Full Moon
Heartbreak on a Full Moon è l'ottavo album in studio del cantante statunitense Chris Brown, pubblicato nell'halloween del 2017.
Si tratta di un doppio disco, composto da 45 tracce, diffuso in formato digitale il 31 ottobre 2017 e in formato fisico dalla RCA Records il 3 novembre seguente.
Per la lavorazione dell'album, Brown ha lavorato con numerosi produttori tra cui Boi-1da, D. A. Doman, Scott Storch, Danja, A1, Polow da Don e molti altri, lavorando con artisti di rilievo della scena urban come i cantanti R. Kelly e Usher, ed i rapper Gucci Mane e Future.
L'album ha ricevuto il plauso della critica, venendo considerato uno dei più audaci album della sua era, nonché uno tra i migliori lavori di Brown, ed ha ricevuto anche buoni risultati nelle classifiche internazionali, soprattutto grazie allo streaming, che permise al disco di diventare disco d'oro in patria dopo una sola settimana.

## Lavorazione
Brown iniziò a lavorare e a registrare i primi brani per l'album, qualche settimana prima dell'uscita del suo album precedente, Royalty, nel 2015, continuando anche nel 2016 e nel 2017, anche durante il suo The Party Tour, inoltre costruendo uno studio di registrazione in casa sua.
Spiegò in un'intervista per Complex nell'agosto del 2017 che l'album, quasi completamente finito, rappresenta tutto ciò che l'anima dell'artista voleva dire, attraverso brani prevalentemente più introspettivi e personali, ed altri che raccontano sfaccettature più leggere e festose, lasciando un senso di individualità.

Brown ha spiegato durante un'intervista per la radio Hot 97 che l'album è il suo più personale, spiegando anche il suo contenuto lirico, dicendo: 

## Copertina
La copertina dell'album è stata disegnata dallo stesso Brown e consiste in una luna piena rosa, sovrastata da un cuore umano sanguinante
Si tratta della prima cover di un album di Chris Brown dove il cantante non appare direttamente.

### Significato
La luna rosa rappresenta i temi dell'album, dedicati prevalentemente a ragazze, in canzoni che rappresentano ogni sfaccettatura emotiva provocata dalla separazione amorosa in un rapporto molto sentito, in canzoni con temi quali amore, separazione e sesso, parlando anche della brutalità poliziesca e del lato oscuro della fama, mentre il cuore umano spezzato, col sangue che colando diventa inchiostro, rappresenta i sentimenti crudi e feriti dell'artista, versati nei testi delle canzoni.

## Composizione musicale

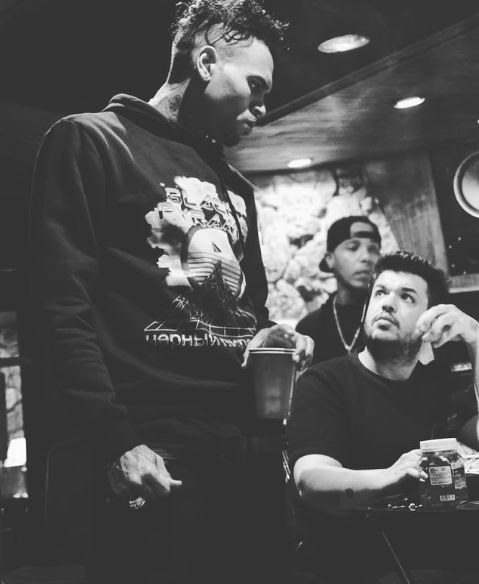
Brown (a sinistra) in studio a lavorare su Heartbreak on a Full Moon, nel giugno 2016

Heartbreak on a Full Moon è un album R&B, con un suono che è stato descritto dai critici come "scuro e passionale", presentando a tratti "jingle horror". L'album include anche canzoni con diverse influenze da generi come hip-hop (Everybody Knows, Party, Yellow Tape), dancehall (This Way, Confidence, I Love Her, Questions), trap (Sensei, Pills & Automobiles, High End), soft rock (Enemy, No Exit) e pop (Bite My Tongue, If You're Down, Frustrated). Le esibizioni di Brown nell'album spesso passano dal suo cantato R&B a una strofa finale rappata in svariate tracce (Lost & Found, Privacy, To My Bed, Hurt The Same, Paradise, Even).

### Tema lirico
Il contenuto lirico dell'album inizia con il brano di apertura Lost & Found, ramificandosi in una trama che racconta poeticamente ed esplicitamente il dolore amoroso provocato da una donna dipendente dalla bella vita, cantato in prospettiva alla diretta interessata. In tutto l'album i testi descrivono il dolore del cantante riflesso sui suoi pensieri e sentimenti, e come cerca di sfuggirgli con feste, sesso e droghe. Nelle canzoni Everybody Knows e Hurt the Same il cantante accusa con rabbia la donna che amava di essere insensibile e ingrata, mentre si scusa per le sue azioni che l'hanno ferita in canzoni come Enemy, Tough Love e Even. In This Ain't il cantante cerca di avere una relazione d'amore con un'altra donna, ma si rende conto che la loro relazione è solo sesso senza coinvolgimento amoroso. In brani come Sip, Hope You Do, Pull Up e Pills & Automobiles si ritrova in rapporti intimi con ragazze, essendo sotto l'influenza di alcool o droghe. Dopo tutti i dettagli di ciò che è stato nei suoi sentimenti e di ciò che ha fatto dopo che la ragazza gli ha spezzato il cuore, nell'ultima traccia, Yellow Tape, il cantante riflette su come non può più sopportare il suo dolore, e su come il suo stile di vita sopra le righe non lo possa intorpidire, finendo per uccidersi.

## Annuncio e pubblicazione
Il 10 gennaio 2016, Brown fece ascoltare 11 canzoni inedite sui suoi profili Periscope ed Instagram, con video dove ballava sulle canzoni, una delle canzoni anticipate era il singolo Grass Ain't Greener. Nei mesi successivi, attraverso video su Instagram, fece ascoltare delle anteprime delle canzoni Lost and Found, Sip e Dead Wrong.
Il 27 aprile dello stesso anno annunciò l'uscita di Grass Ain't Greener come primo singolo estratto dall'album. Nei mesi finali del 2016 continuò a condividere anteprime di inediti attraverso dei video sui social network, con brani come To My Bed, Surprise You, Post & Delete e Yellow Tape.
Successivamente il 16 dicembre del 2016 rilasciò il secondo singolo ufficiale dall'album, Party, con la collaborazione di Gucci Mane e di Usher, ed il singolo raggiunse più successo del precedente. Nei primi mesi del 2017 il cantante diede anteprime dei brani Tell Me What to Do e Privacy, successivamente annunciando la pubblicazione di Privacy come terzo singolo d'anticipazione dell'album per il 24 marzo del 2016. Il brano, spinto dalla fanbase del cantante, raggiunse buoni risultati nei paesi anglofoni.
La prima tracklist dell'album fu annunciata il 2 maggio del 2017, annunciando che sarebbe stato un doppio disco di 40 tracce, e che sarebbe stato pubblicato a giugno dello stesso anno; tuttavia, a causa di problemi con la casa discografica, l'uscita dell'album slittò.
Dopo aver annunciato a luglio 2017 l'uscita di due nuovi singoli, pubblicò rispettivamente il 4 agosto ed il 16 agosto, Pills & Automobiles, che raggiunse un buon successo in patria, e Questions, che ebbe successo soprattutto nei paesi europei, annunciando anche l'uscita del disco per Halloween.
Il 5 ottobre del 2017 annunciò la copertina ufficiale dell'album attraverso un video dove era presente anche un'anteprima del brano Heartbreak on a Full Moon. Il 13 ottobre pubblicò a sorpresa un singolo promozionale, High End, in collaborazione coi rapper Future e Young Thug.
Infine il 25 ottobre 2017 il cantante organizzò un concerto gratis a sorpresa a New York, organizzato da Tidal, dove eseguì i singoli dell'album ed altri suoi successi, e ringraziò i fan, affermando che lo hanno motivato molto per permettergli di poter fare un album di 45 tracce.

## Ricezione della critica
L'album ha ricevuto critiche largamente positive, essendo considerato uno dei più audaci album della sua era. Numerosi critici di giornali e riviste tra cui AllMusic e Slant Magazine hanno elogiato la profondità dei testi e la varietà di produzioni in canzoni come Yellow Tape e Lost & Found, definedoli "brani di alta qualità", evidenziandone il miglioramento rispetto ai precedenti lavori dell'artista.
Il settimanale New York ha definito l'album un "progetto mastodontico incredibilmente riuscito", affermando che, nonostante nell'album ci sia una decina di canzoni dimenticabili, il resto sia molto solido e mostri un miglioramento rispetto ai precedenti lavori del cantante, definendo brani come Paradise, Tough Love e Privacy, come "momenti culminanti" dell'album.
Il magazine Driftwood ha scritto che l'album ha largamente superato ogni aspettativa, affermando che Yellow Tape sia il miglior brano dell'album. Il sito HipHopDX ha evidenziato la lunghezza dell'album dicendo che è "incredibilmente lungo", apprezzando le produzioni di brani come Frustrated e Lost & Found, ma definendo banali i singoli Pills & Automobiles e Questions.

## Tracce

### Disco 1
1. Lost & Found – 4:01
2. Privacy – 3:40
3. Juicy Booty (feat. Jhené Aiko & R. Kelly) – 4:33
4. Questions – 2:09
5. Heartbreak on a Full Moon – 4:06
6. Roses – 3:24
7. Confidence – 2:57
8. Rock Your Body – 2:42
9. Tempo – 3:38
10. Handle It (feat. Dej Loaf & Lil Yachty) – 4:41
11. Sip – 3:17
12. Everybody Knows – 3:08
13. To My Bed – 4:33
14. Hope You Do – 4:41
15. This Ain't – 2:58
16. Pull Up – 2:22
17. Party (feat. Usher & Gucci Mane) – 3:41
18. Sensei (feat. A1) – 2:36
19. Summer Breeze – 4:00
20. No Exit – 3:20
21. Pills & Automobiles (feat. Yo Gotti, A Boogie wit da Hoodie & Kodak Black) – 4:53
22. Hurt the Same – 3:29

### Disco 2
1. I Love Her – 2:18
2. You Like – 2:26
3. Nowhere – 3:13
4. Other Niggas – 3:01
5. Tough Love – 4:04
6. Paradise – 3:49
7. Covered In You – 3:22
8. Even – 3:59
9. High End (feat. Future & Young Thug) – 3:22
10. On Me – 2:35
11. Tell Me What to Do – 3:26
12. Frustrated – 3:14
13. Enemy – 3:46
14. If You're Down – 3:21
15. Bite My Tongue – 2:58
16. Run Away – 4:10
17. This Way – 4:02
18. Yellow Tape – 4:41

Tracce bonus (Edizione deluxe)
1. Reddi Wip – 4:30
2. Hangover – 2:46
3. Emotions – 2:22
4. Only 4 Me (feat. Ty Dolla $ign & Verse Simmonds) – 5:07
5. Grass Ain't Greener – 3:21

## Classifiche
| Classifica (2017)           | Posizione più alta |
| --------------------------- | ------------------ |
| Australia                   | 5                  |
| Austria                     | 73                 |
| Belgio (Fiandre)            | 38                 |
| Belgio (Vallonia)           | 73                 |
| Canada                      | 10                 |
| Danimarca                   | 23                 |
| Francia                     | 29                 |
| Finlandia                   | 50                 |
| Germania                    | 37                 |
| Giappone                    | 45                 |
| Italia                      | 78                 |
| Paesi Bassi                 | 15                 |
| Irlanda                     | 18                 |
| Norvegia                    | 21                 |
| Nuova Zelanda               | 3                  |
| Portogallo                  | 39                 |
| Regno Unito                 | 10                 |
| Stati Uniti                 | 3                  |
| Stati Uniti (R&B & hip-hop) | 1                  |
| Svizzera                    | 29                 |